# Municipio de Wayne (condado de Henry, Iowa)
El municipio de Wayne (en inglés: Wayne Township) es un municipio ubicado en el condado de Henry en el estado estadounidense de Iowa. En el año 2010 tenía una población de 655 habitantes y una densidad poblacional de 6,99 personas por km².

## Geografía
El municipio de Wayne se encuentra ubicado en las coordenadas 41°6′49″N 91°32′31″O / 41.11361, -91.54194. Según la Oficina del Censo de los Estados Unidos, el municipio tiene una superficie total de 93.69 km², de la cual 93,67 km² corresponden a tierra firme y (0,02 %) 0,02 km² es agua.

## Demografía
Según el censo de 2010, había 655 personas residiendo en el municipio de Wayne. La densidad de población era de 6,99 hab./km². De los 655 habitantes, el municipio de Wayne estaba compuesto por el 97,4 % blancos, el 0,15 % eran afroamericanos, el 0,92 % eran amerindios, el 0,46 % eran de otras razas y el 1,07 % eran de una mezcla de razas. Del total de la población el 1,83 % eran hispanos o latinos de cualquier raza.